# إيفون أوكورو
إيفون أوكورو (بالإنجليزية: Yvonne Okoro)‏ هي مُمثلة نيجيرية غانية. في سنة 2013، رُشحت لنيل جائزة الأكاديمية الأفريقية للأفلام لأفضل ممثلة في دور رئيسي عن دورها في فيلم عقد، لكنها لم تفُز بالجائزة.

## روابط خارجية
إيفون أوكورو على موقع IMDb (الإنجليزية)